# 435186 Jovellanos
435186 Jovellanos è un asteroide della fascia principale. Scoperto nel 2007, presenta un'orbita caratterizzata da un semiasse maggiore pari a 2,6889246 au e da un'eccentricità di 0,2300081, inclinata di 6,48434° rispetto all'eclittica.